# Erik Sand

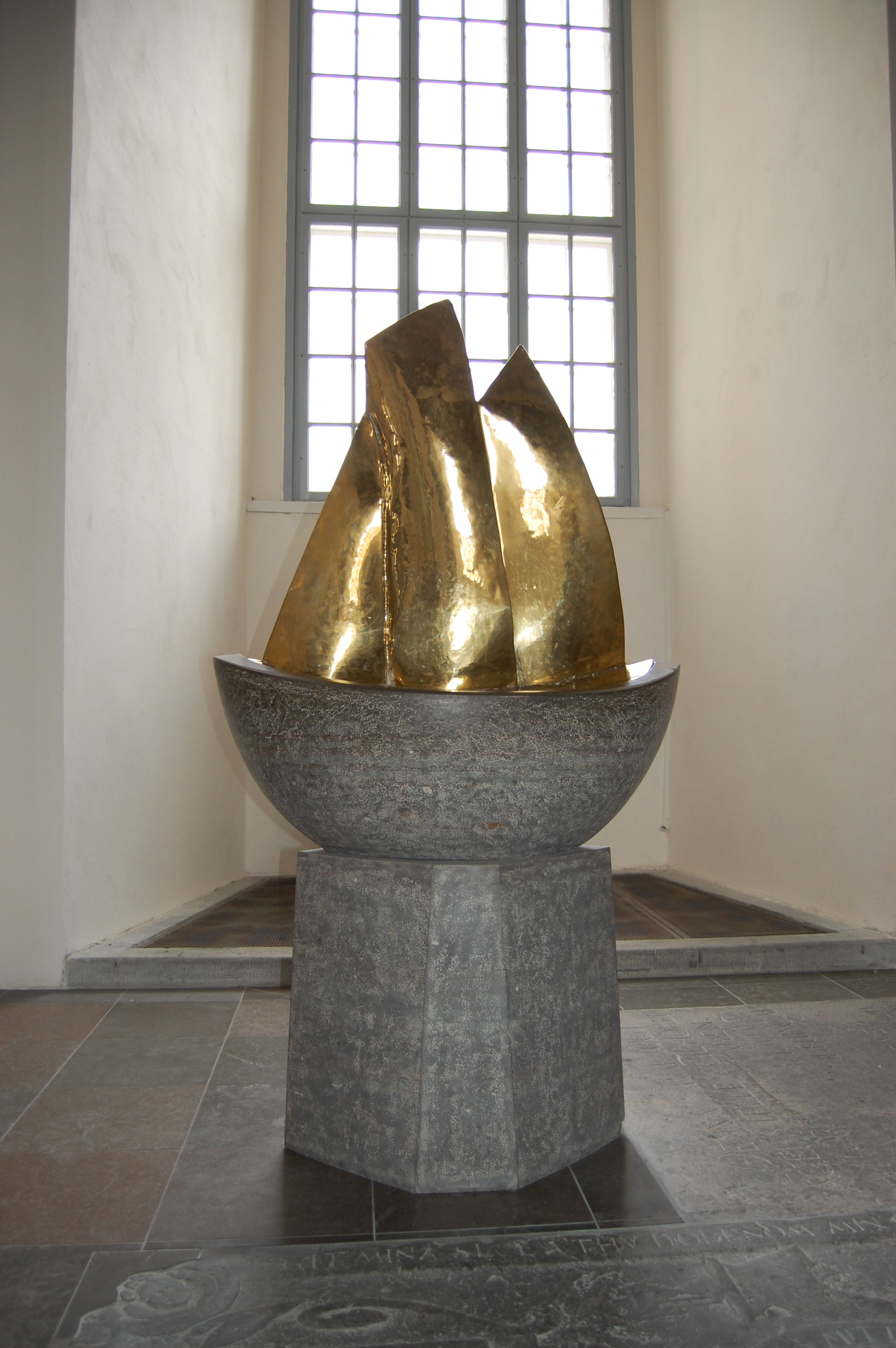
Dopfunten i Kalmar domkyrka

Erik Gustav Lennart Sand, född 9 oktober 1909 i Strängnäs, död 10 januari 1997 i Strängnäs, var en svensk skulptör, målare, tecknare och teckningslärare.
Han var son till folkskolläraren Anders Sand och Elsa Stener samt från 1937 gift första gången med Sigrid Larsson och andra gången från 1965 med adjunkt Anna Andersson. Sand studerade vid Tekniska skolan i Stockholm 1928–1932 där han utexaminerades som teckningslärare från skolans högre konstindustriella avdelning. Som Svenska slöjdföreningens stipendiat 1933 genomförde han ett antal studieresor i Europa. Han uppmärksammades först för sina skulpturer skurna i trä men han arbetade i de mest skilda material. Han utförde en mängd kyrkliga uppdrag med ett 20-tal dopfuntar där han själv skar de första i trä men senare övergick han till att utföra modeller som senare blev huggna i sten. I polykromt träarbete utförde han altarskåp för Tveta kyrka och Växjö soldathems kyrksal samt en väggrelief och för Korsets kapell i Kalmar utförde han en större fondskulptur. Han utförde 1949 en Neger-Kristus i svartbehandlad teak till ett krucifix för en missionskyrka i Manama, Syd-Rhodesia och för Råneå kyrka utförde han en fyra meter hög altargrupp i naturfärgad pine med en segrande Kristus i romantisk tradition. Bland hans profana arbeten märks en relief i sten för CE Johanssons kontorsbyggnad i Eskilstuna och en trärelief för Benninge lanthushållsskola i Södermanland samt koppararbetet Skolskruven för landstingets elevhem i Strängnäs. Tillsammans med Birger Halling och Gunnar Gustafsson ställde han ut på Galerie Moderne i Stockholm och tillsammans med Margareta Lennmalm-Plantin och Åke Plantin på Värmlands museum 1946. Han medverkade upprepade tillfällen i Eskilstuna  konstförenings salonger sedan 1935 och i utställningarna Svensk porträttkonst av i dag på Thurestams konstsalong, vandringsutställningen 7 målare från Mälaren, Sörmlandssalongerna i Nyköping och Strängnäs konstförenings utställningar av provinsiell konst sedan 1930-talet. Som illustratör illustrerade han bland annat Pehr Edwalls Mötesplats 1954 och J Nilssons antologi 30 dagar 1958. Sand är representerad med en väggmålning på Sundby sjukhus i Södermanland, skulpturen Mäster Olof i Strängnäs kommun, kopparreliefen Letande i Mariestads kommun samt träskulpturen Kvinnohuvud vid Eskilstuna konstmuseum. Erik Sand är begravd på Gamla kyrkogården i Strängnäs.

## Verk i urval
- Hackvads kyrka, Närke, dopfunt 1953[3]
- Bolmsö kyrka, Småland, dopfunt 1941
- Barva kyrka, Södermanland, dopfunt 1942
- Manama kyrka, Zimbabwe krucifix 1949
- Olaus Petri och Laurentius Andræ, skulptur, Strängnäs domkyrka 1952
- Ludvika Ulrika kyrka, dopfunt 1953
- Benninge lanthushållsskola, relief 1954
- S:t Sigfrids folkhögskolas kapell, Växjö, dopfunt 1957
- Råneå kyrka altarskulptur 1958
- Luruddens färjplats, Strängnäs, skulptur 1959
- Sankt Mikaels kyrka, Örebro, dopfunt 1960
- Kalmar domkyrka, dopfunt 1963
- Heliga Korsets kyrka i Kalmar väggkrucifix 1963
- Sankt Ansgars kyrka, Uppsala dopfunt 1964
- Tveta kyrka, Södertälje altarskåp
- Envikens kyrka, krucifix 1961
- Sankt Johannes kyrka, Kalmar Altarskulptur 1970
- Rinkaby kyrka, Närke, dopfunt 1971
- Skara, Cisterciensermunk med ost, staty i brons 1974
- Strängnäs "biskop Thomas" vid Thomasgymnasiet 1976
- Nynäshamns kyrka altaruppsats 1985
- Nyköping, skulpturgrupp i Fransiscuskapellet 1979